# Tres reis (pel·lícula)
Tres reis (títol original: Three Kings) és una pel·lícula estatunidenca dirigida per David O. Russell, estrenada el 1999. Ha estat doblada al català.

## Argument
Tot just acabar la guerra del Golf, la unitat del sergent en cap Elgin (Ice Cube) troba un mapa indicant el lloc on hi ha emmagatzemat una part de l'or robat per Saddam Hussein a Kuwait. Archie Gates (George Clooney), un membre dels Delta Force que s'ha de jubilar aviat, s'assabenta de l'existència d'aquest mapa i es llança amb la unitat de Elgin a una missió secreta i personal per recuperar aquest or.

## Repartiment
- George Clooney: Major Archie Gates
- Mark Wahlberg: Troy Barlow
- Ice Cube: Sergent en cap Elgin
- Spike Jonze: Conrad Vig
- Nora Dunn: Adriana Cruz
- Jamie Kennedy: PV2 Walter Wogaman
- Mykelti Williamson: Coronel Horn
- Cliff Curtis: Amir Abdulah
- Saïd Taghmaoui: Capità Saïd
- Holt McCallany: Capità Van Meter
- Judy Greer: Cathy Daitch
- Jon Sklaroff: Paco
- Christopher Lohr: Teebaux
- Liz Stauber: Debbie Barlow, la dona de Troy
- Marsha Horan: La dona d'Amir

## Producció

### Gènesi
- El film Els herois de Kelly (1970) ha servit d'inspiració.

### Rodatge
- El rodatge ha tingut lloc essencialment en territori americà, en una zona anomenada El Centro a Califòrnia. El poble iraquià ha estat reconstruït en una vella mina abandonada de Casa Grande a Arizona.[3]
- Les escenes al desert han estat rodades al desert de Mexicali, a Mèxic[3]

## Banda original
- I Just Want to Celebrate, interpretat per Rare Earth
- God Bless the USA, compost per Lee Greenwood
- Can't Do Nuttin' For Ya Man, interpretat per Public Enemy
- The Power (Original Single/Dub Mix), interpretat per Snap
- Stop O Encore, interpretat per Plastic Bertrand
- I Get Around, interpretat per The Beach Boys
- (My Girl Wants to) Party All the Time, interpretat per Eddie Murphy
- If You Leave Me Now, interpretat per Xicago
- Zurna-Tabl-Naqqare, interpretat per Iraqi Traditional Group
- In God's Country, interpretat per U2
- Gloria (Cum Sancto Spiritu in Gloria dei Patris), compost per Jean-Sébastien Bach i interpretat per l'Acadèmia de Saint Martin-in-the-Fields
- For What It's Worth, interpretat per Buffalo Springfield
- Mercedes Benz, compost per Janis Joplin, Michael McClure i Bobby Neuwirth
- Tortura, compost per Graeme Revell
- Outside 2B
- The Beast Is Coming, compost per Thomas Newman

## Al voltant de la pel·lícula
- A l'escena on el personatge de Troy Barlow és torturat, Mark Wahlberg, desitjant entrar en el paper, rep realment descarregues elèctrics.[4]
- A l'escena on els tres soldats entren a la sala secreta on es guarda el material robat, es pot veure el capità Saïd (Saïd Taghmaoui) mirar les imatges de la detenció de Rodney King a la televisió. Saïd Taghmaoui havia actuat al film La Haine quatre anys abans, tractant, entre d'altres, les violències policíaques. El seu personatge es deia igualment Saïd.